# Jean Taylor
Pour les articles homonymes, voir Taylor.
Jean Ellen Taylor (née en 1944) est une mathématicienne américaine qui est professeure émérite à l'université Rutgers et professeure invitée au Courant Institute of Mathematical Sciences de l'université de New York.

## Biographie
Taylor est née dans le nord de la Californie. Elle a effectué ses études de premier cycle au Mount Holyoke College, diplômée summa cum laude avec un AB en 1966. Elle a commencé ses études supérieures en chimie à l'université de Californie à Berkeley, mais après avoir obtenu une maîtrise, elle est passée aux mathématiques sous le mentorat de Shiing-Shen Chern, puis a été transférée à l'université de Warwick où elle a obtenu une deuxième maîtrise, cette fois en mathématiques. En 1973, elle obtient un doctorat à l'université de Princeton sous la supervision de Frederick J. Almgren avec une thèse intitulée Regularity of the singular set of 2-dimensional area minimizing flat chains modulo 3 in {\displaystyle R^{3}} (Inventiones Mathematicae, vol. 22, 1973, p. 119–159). 
Taylor a rejoint la faculté Rutgers en 1973 et a pris sa retraite en 2002. Elle a été présidente de l'Association for Women in Mathematics de 1999 à 2001.  
Elle a été mariée trois fois, aux mathématiciens John Guckenheimer et Fred Almgren, et au financier et défenseur des sciences William T. Golden (en),.  

## Recherches
Taylor est connue pour son travail sur les mathématiques des bulles de savon et de la croissance des cristaux. En 1976, elle a publié la première preuve des conditions de Plateau, une description des formes formées par des amas de bulles de savon qui avaient été formulées sans preuve au XIXe siècle par Joseph Plateau. 

## Prix et distinctions
Taylor est membre de l'Académie américaine des arts et des sciences, de l'Association américaine pour l'avancement des sciences, de l'Association for Women in Mathematics, de l'American Mathematical Society et de la Society for Industrial and Applied Mathematics. En 2003 elle est lauréate de la Conférence Noether.
En 2001, elle a reçu un doctorat honorifique de Mount Holyoke. En 2017, elle a été sélectionnée comme membre de l'Association for Women in Mathematics dans la classe inaugurale.  

## Publications
- Taylor, Jean E. (1976), "The structure of singularities in soap-bubble-like and soap-film-like minimal surfaces", Annals of Mathematics, Second Series, 103 (3): 489–539, doi : 10.2307 / 1970949, JSTOR   1970949, MR   0428181
- Taylor, J. E.; Cahn, J. W.; Handwerker, C. A. (1992), «Overview No. 98. I. Geometric models of crystal growth», Acta Metallurgica et Materialia, 40 (7): 1443–1474, doi : 10.1016 / 0956-7151 (92) 90090-2  .
- Taylor, J. E. (1992), "Overview No. 98. II. Mean curvature and weighted mean curvature", Acta Metallurgica et Materialia, 40 (7): 1475–1485, doi : 10.1016 / 0956-7151 (92) 90091-R  .
- Almgren, Fred; Taylor, Jean E.; Wang, Lihe (1993), "Curvature-driven flows: a variational approach", SIAM Journal on Control and Optimization, 31 (2): 387–438, doi : 10.1137 / 0331020, MR   1205983  .
- Cahn, J. W.; Taylor, J. E. (1994), "Overview No. 113. Surface motion by surface diffusion", Acta Metallurgica et Materialia, 42 (4): 1045-1053, doi : 10.1016 / 0956-7151 (94) 90123-6  .
- Taylor, Jean E. (2003), "Some mathematical challenges in materials science", Bulletin de l'American Mathematical Society, 40 (1): 69–87, doi : 10.1090 / s0273-0979-02-00967-9, MR   1943134  .
- Taylor, Jean E. (2006), "Soap bubbles and crystals", Résonance, 11 (6): 26-30, doi : 10.1007 / BF02838879  .
- (en) Jean Taylor, « Zonohedra and generalized zonohedra », Amer. Math. Monthly, vol. 99,‎ 1992, p. 108–111 (DOI 10.2307/2324178).